# Valdesquí
Valdesquí es una estación de esquí que está situada en la sierra de Guadarrama (sierra perteneciente al sistema Central), en la ladera norte de las montañas de la Bola del Mundo y el Cerro de Valdemartín. Se ubica en el término municipal de Rascafría, en el noroeste de la Comunidad de Madrid (España). A pesar de que su superficie esquiable de 220 hectáreas es pequeña si se la compara con otras de los Pirineos o los Alpes, es la más grande y transitada de toda la sierra y la Comunidad de Madrid. Tiene 22 km esquiables, 21 remontes, y acceso por carretera desde Segovia y Madrid. El ferrocarril de Cotos no llega hasta la estación, estando la estación de Cotos a 2,7 km.

## Descripción
Es una pequeña estación de esquí con una cota mínima bastante elevada, por encima de los 1800 m, desde donde se visualizan las provincias de Segovia y de Madrid.
Esta estación, inaugurada en 1972, constituye una de las zonas de ocio de los habitantes de Madrid y Segovia por la cercanía de ambas ciudades. El hecho de estar emplazada en la vertiente norte hace que reciba una gran cantidad de nieve de las borrascas procedentes del norte y que a su vez la nieve se mantenga particularmente bien en las pistas.

## Servicios

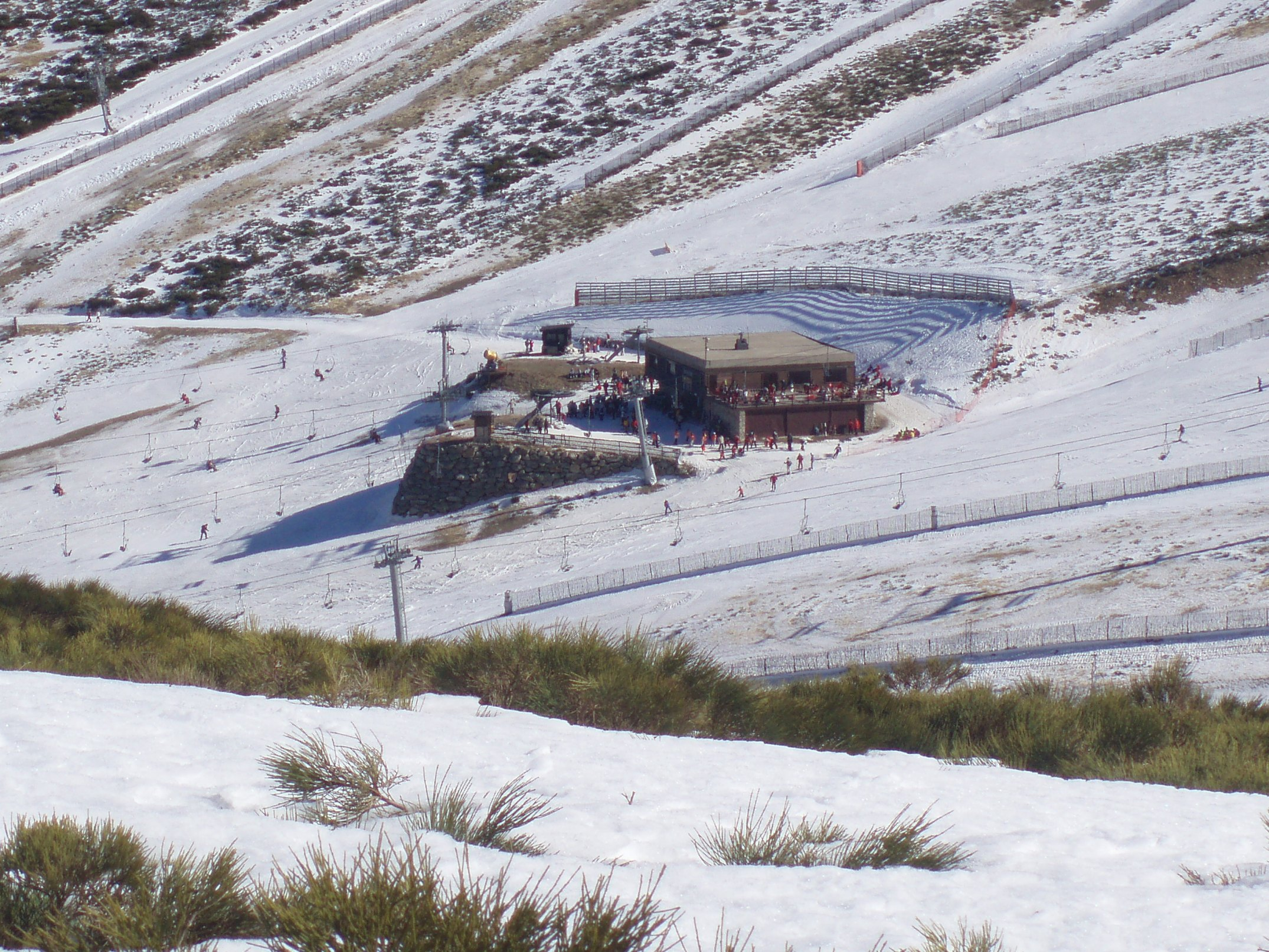
Cafetería situada en el centro de la estación de esquí.

Valdesquí tiene dos cafeterías, alquiler de material, escuela de esquí, clínica de primeros auxilios, aparcamiento privado, aparcamiento público, motos de nieve, máquinas pisanieves, camiones Unimog para la limpieza de accesos, teléfono, oficina de atención al cliente, megafonía, venta de artículos de esquí y snow, taquillas y control de acceso a pistas. 
Existe una línea de autobuses regionales, la 691, que sale de la Estación de Moncloa en Madrid y que lleva a la estación de esquí, parando antes en los puertos de Navacerrada y Cotos. En ferrocarril se puede acceder hasta la Estación de Cotos, perteneciente a la Línea C-9 de Cercanías Madrid, ubicada en el puerto de mismo nombre, a 2,7 km de Valdesquí.

## Galería

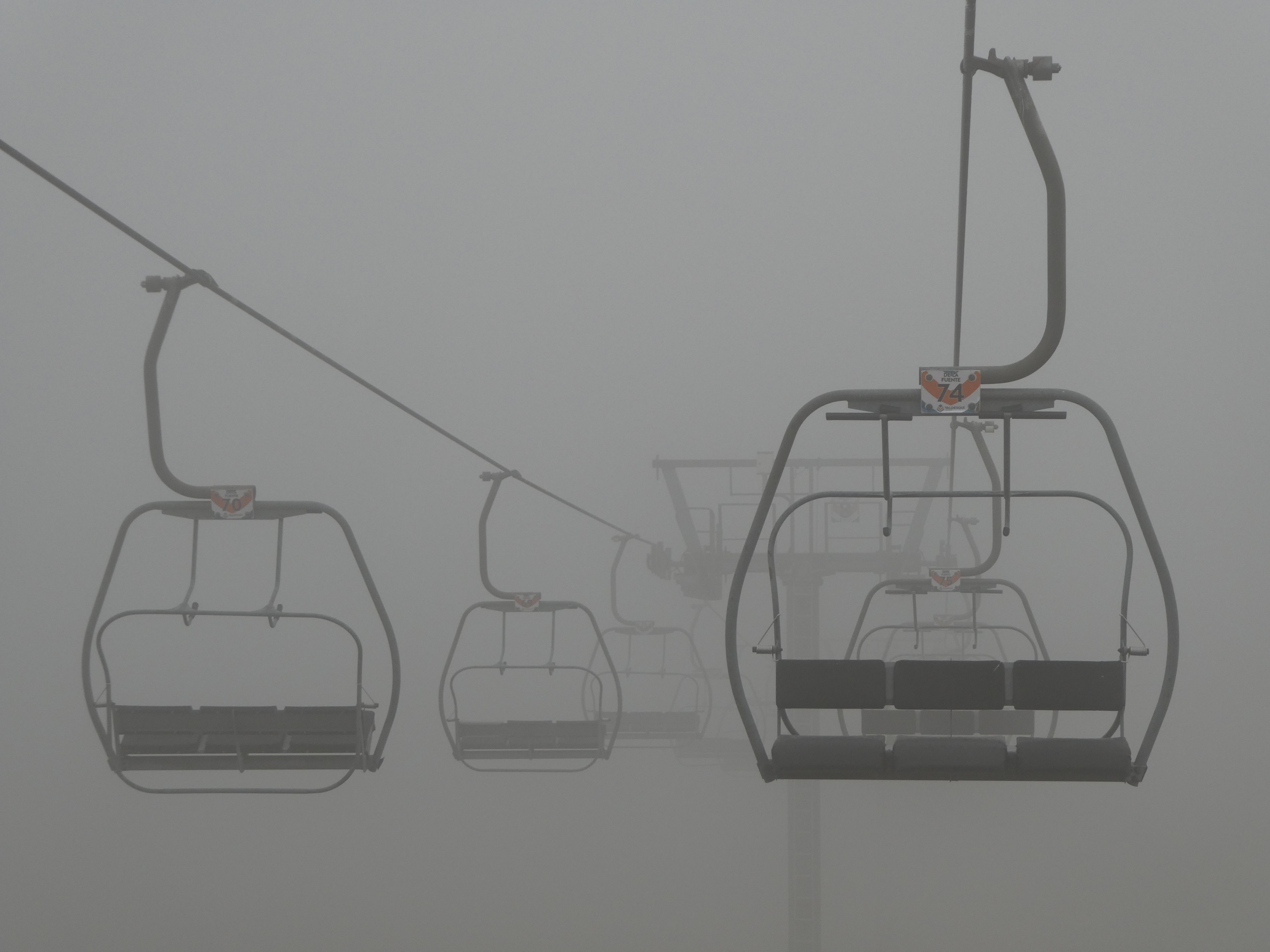
Telesilla con niebla. Valdesquí.
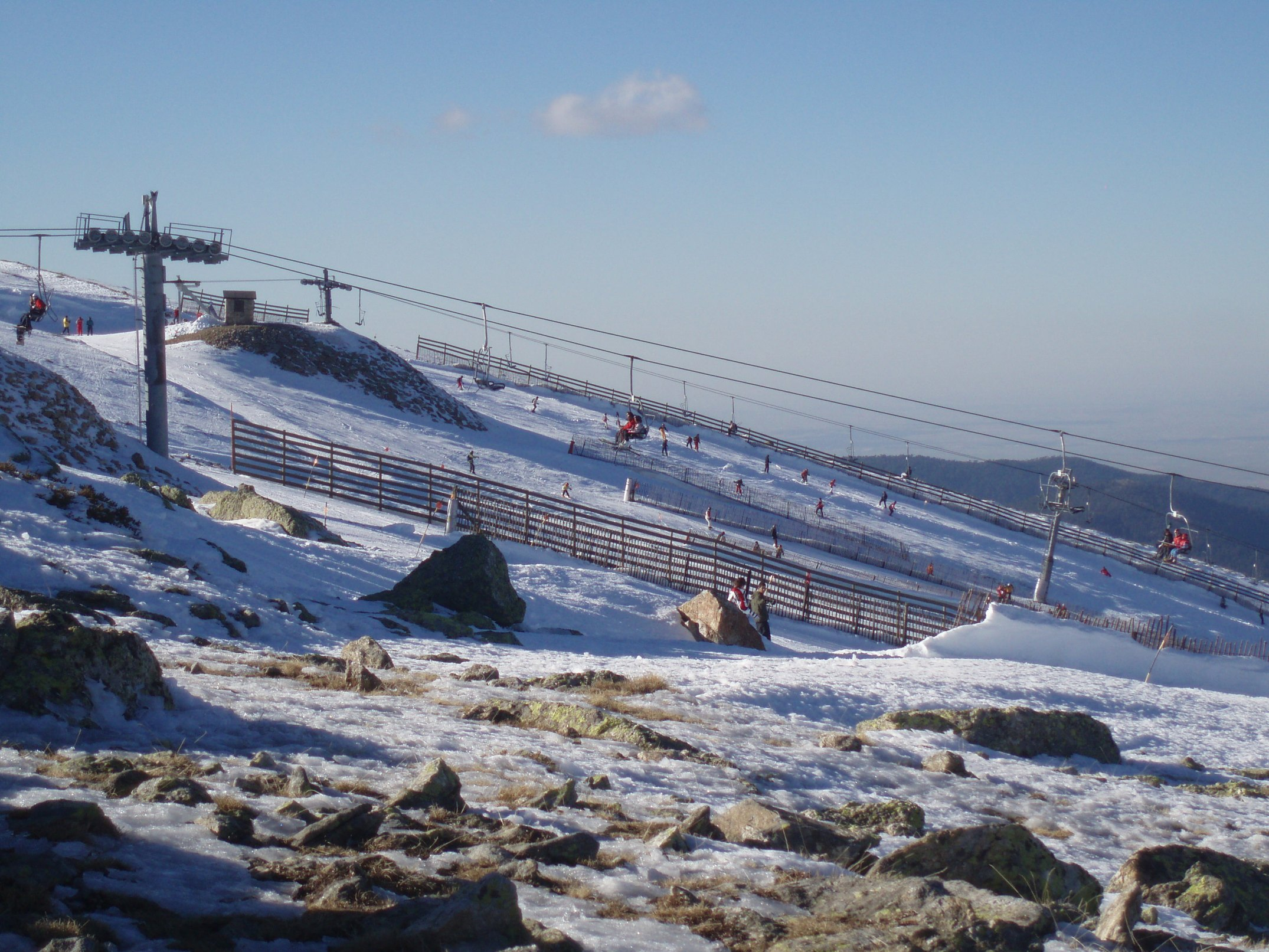
Cabeceras de dos pistas azules de Valdesquí.
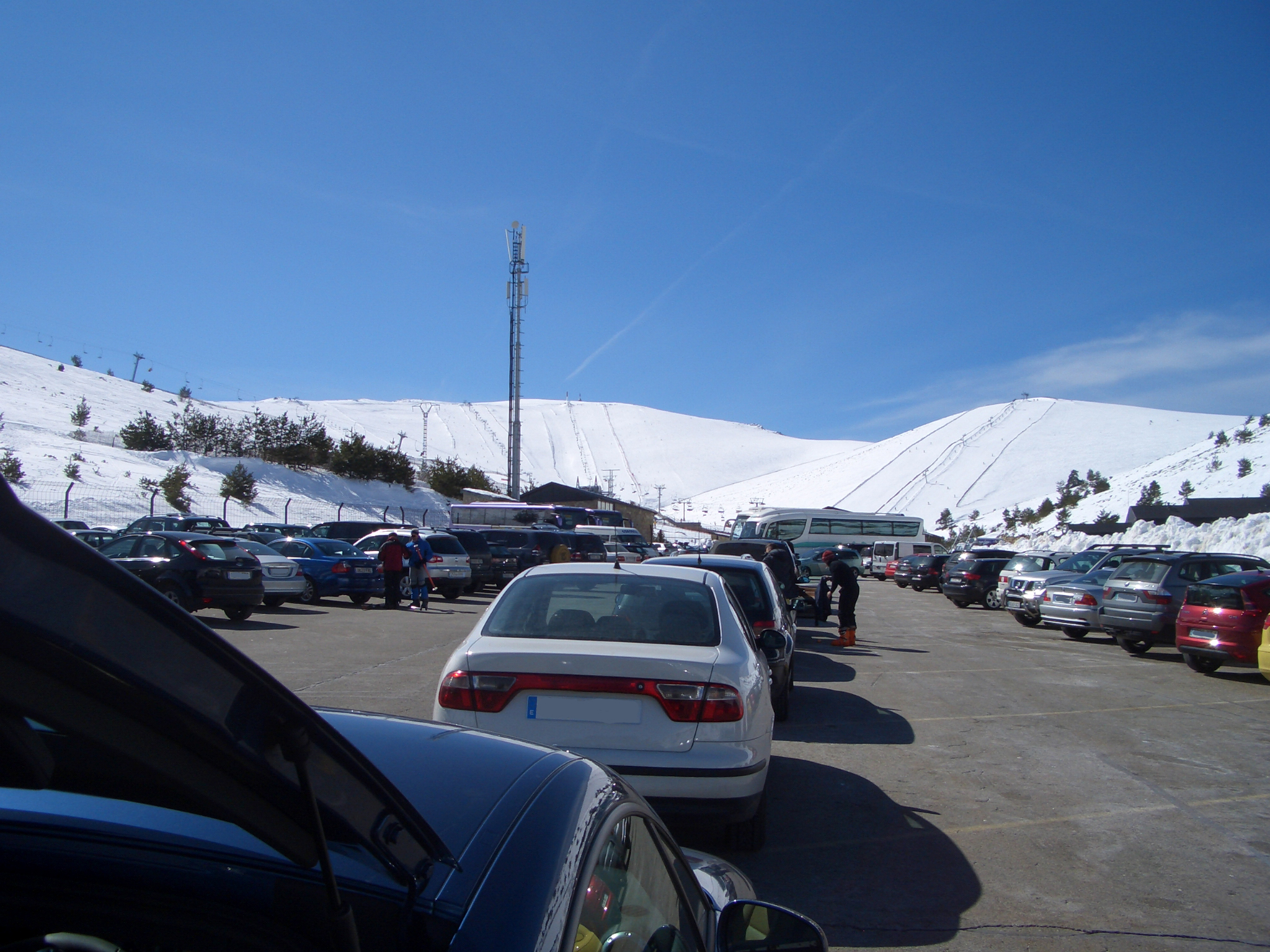
Aparcamiento de Valdesquí.